# Interacción y animación

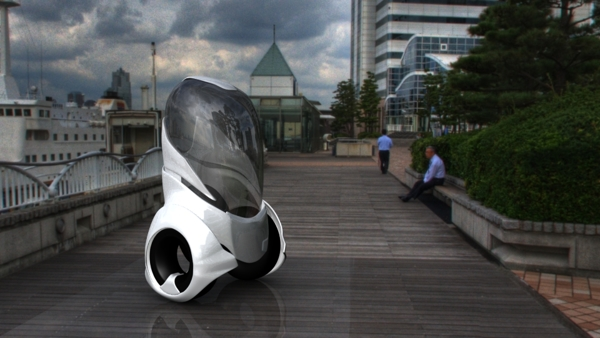
prototype

La interacción y animación es un campo de estudio que se ocupa de diseñar experiencias interactivas. Estas experiencias pueden desarrollarse en cualquier medio, no solamente con un medio digital, abriéndole numerosas puertas a los usuarios. Integra las características de la interacción y las habilidades de la animación para transmitir con mayor efectividad una solución a las necesidades que surgen al creciente aumento de la tecnología.
La interacción es la acción de programar, proyectar, diseñar y surge como un efecto de las crecientes tecnologías que se introducen en el campo de la comunicación social. El diseño de la interacción es el estudio de la forma en la que  el usuario puede utilizar los dispositivos interactuando con estos, particularmente las computadoras, teléfonos móviles, videojuegos, entre otros.
La animación es el proceso para dar sensación de movimiento a objetos inanimados. Es considerada como una ilusión óptica. Hoy en día se encuentra la animación tradicional por medio de dibujos cuadro a cuadro y la animación por computadora.

## Licenciatura en Interacción y Animación
La licenciatura consiste en tomar en cuenta aspectos culturales y de identidad social, para crear estrategias de solución a problemas que involucren información multimedia a partir de herramientas digitales. Busca diseñar la experiencia del usuario y no sólo diseño del producto, buscando crear profe-sionistas capaces de crear vínculos para facilitar la comprensión, los diálogos y significados a través conceptos de comunicación y de expresiones artísticas.

## Interacción Digital
Antes de 1960, las computadoras y aplicaciones eran secuenciales. Las interacciones entre humano/máquina se limitaban demasiado pero la tecnología evolucionó y comenzó la búsqueda para que los usuarios usaran la tecnología de manera más eficaz y eficiente.
El diseño digital es una actividad que nos permite usar la computadora, teléfonos móviles y demás como un medio de comunicación, y así con la evolución de las telecomunicaciones  y redes sociales ahora se permite una interacción entre seres humanos a una escala global.

## Campos de trabajo
Diseñar aplicaciones de software para diferentes usos como: de capacitación, de promoción, para uso educativo o recorridos virtuales, también es posible simular ambientes virtuales.
Diseñar sitios web o páginas de internet, crear interfaces que faciliten la funcionalidad al usuario de estas, crear portales virtuales para facilitar servicios, expresar ideas o crear foros de discusión.
Diseños de proyectos que ayuden a la comunicación multimedia, con el uso de medios audiovisuales, ya sea con animaciones 2D o 3D, incluyendo edición de sonido y video.
Diseño de proyectos interactivos, por lo general humano máquina, buscando la usabilidad del producto, un buen diseño de interface y una funcionalidad excelente.
Industria del cine, animación o casas productoras audiovisuales como empresas televisivas, agencias de mercadotecnia, publicidad y diseño, desarrollo y creación de videojuegos 2D y 3D.

## Disciplinas relacionadas
Diseño gráfico
Diseño web
Diseño multimedia
Ilustración (arte)